# Comuna Velîka Oleksandrivka, Borîspil
Velîka Oleksandrivka (în ucraineană Велика Олександрівка) este o comună în raionul Borîspil, regiunea Kiev, Ucraina, formată din satele Bezuhlivka, Ciubînske, Mala Oleksandrivka și Velîka Oleksandrivka (reședința).

## Demografie
Componența lingvistică a comunei Velîka Oleksandrivka
     Ucraineană (92,41%)
     Rusă (7,02%)
     Alte limbi (0,17%)
Conform recensământului din 2001, majoritatea populației comunei Velîka Oleksandrivka era vorbitoare de ucraineană (92,41%), existând în minoritate și vorbitori de rusă (7,02%).